# Romantiek (stroming)

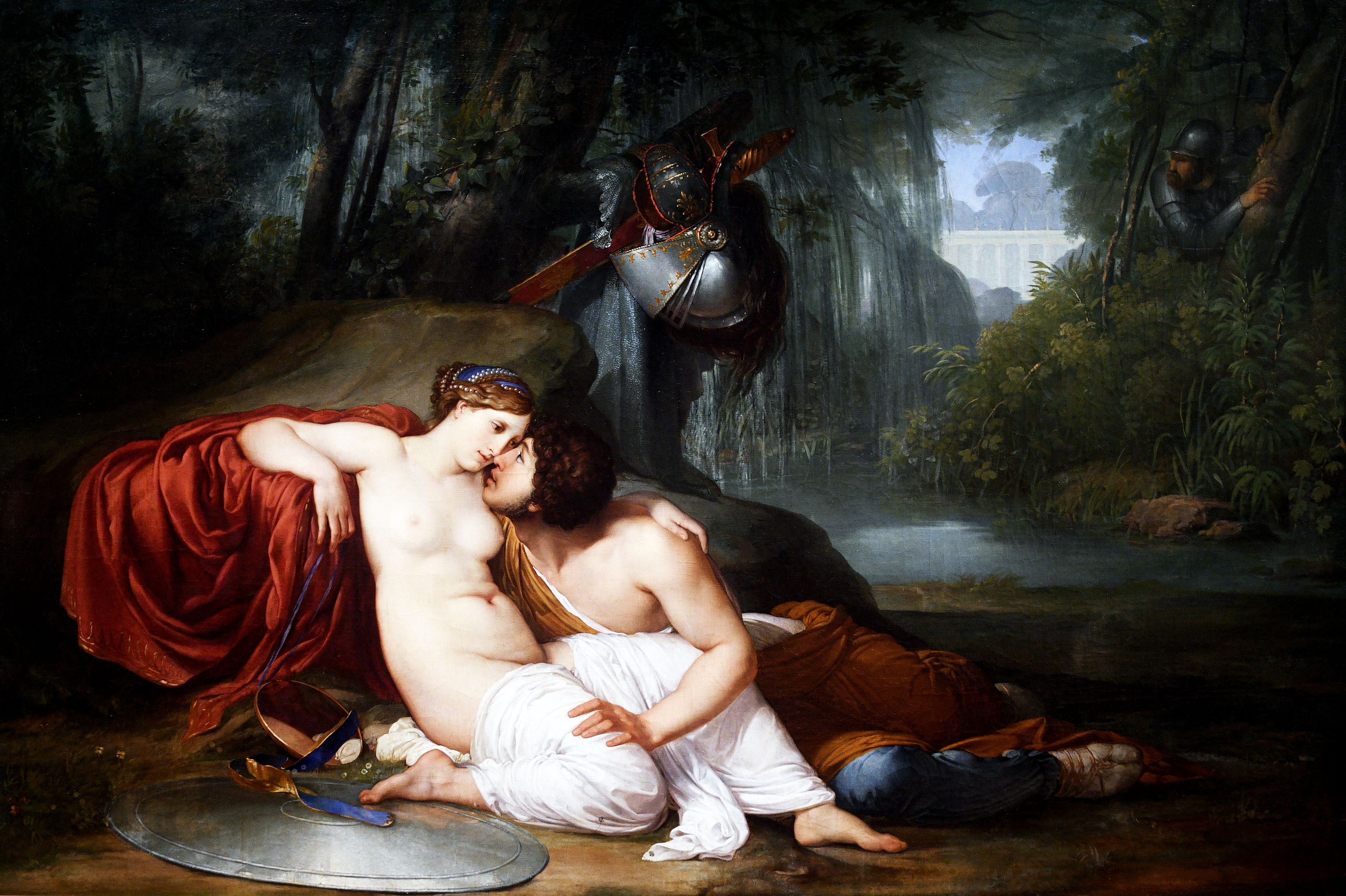
Francesco Hayez, "Rinaldo en Armida" (twee figuren uit "Gerusalemme liberata" van Torquato Tasso)

De romantiek, ook wel geschreven als Romantiek wanneer er specifiek op de betreffende historische periode gedoeld wordt, was een stroming in de westerse cultuur die zich vooral aan het eind van de 18e en in de 19e eeuw sterk deed gelden in de kunst (beeldende kunst, literatuur en muziek) en het intellectuele leven van met name Duitsland, Frankrijk en het Verenigd Koninkrijk. Het was voor alles een tegenreactie op de Verlichting, die eraan vooraf was gegaan.
Tijdens de romantiek werd de subjectieve ervaring als uitgangspunt genomen. Hierdoor kwamen introspectie, intuïtie, emotie, spontaniteit en verbeelding centraal te staan. Als bron van weten stelden romantici het niet direct zintuiglijk waarneembare boven de verstandelijk rationele kennis. Zij richtten zich daarbij op het verleden waarin het heden geworteld zou zijn en zonder welke wortels het heden niet gekend zou kunnen worden.

## Etymologie
De naam romantiek is ontleend aan de middeleeuwse romances - verhalen waarin feilbare mensen de droom van volmaaktheid najagen. Aanvankelijk had het woord niet de misprijzende bijbetekenis die tegenwoordig aan een woord als sentimenteel kleeft.

## Achtergrond
De Franse revolutie speelde een belangrijke, bezielende rol in de verandering van geestelijk klimaat aan het eind van de 18e eeuw. De eerste fase van de Franse Revolutie was overigens toekomstgericht en werd nog steeds gemarkeerd door de rationalistische opstelling van de Verklaring van de rechten van de mens en de burger en het doorsnijden van historische banden, zoals mag blijken uit hun symbolische vernietiging in de bestorming van de Bastille waaruit de politieke gevangenen van het 'ancien régime' bevrijd werden. Onder Napoleon zou echter de historische traditie in zijn keizerschap herleven. Dat greep dan niet terug op het decadente Franse koningschap maar op het mythische Romeinse keizerschap.

### De Duitstalige landen
De ontwikkeling van de romantische stroming volgde in de Duitse landen een filosofische weg. Tegenover het rationalisme van de Verlichting stelden de vroege romantici en daaraan voorafgaand Johann Gottfried Herder, dat het kennen dieper reikte dan wat de zintuiglijke waarneming gewaar kon worden. De werkelijkheid achter de materiële verschijningsvormen was een geestelijke dimensie waaruit zij was voortgevloeid. In premoderne culturen kon men in contact komen met deze fundamentele werkelijkheid. De behoefte om dat contact te zoeken lag in de, als een verarming ondervonden, secularisatie en de onttovering van de moderne Europese wereld. Het gezag van de Kerk had plaats gemaakt voor dat van de Verlichting die voorschreef dat in plaats van theologische dogma’s voortaan in het rationeel-analytische denken alleen op causale wijze getrokken conclusies geldig waren. 
Het abstract functionerende verstand is niet in staat om tot leven te komen, was Herder’s tegenwerping aan Immanuel Kant. In het irrationele, onverwachte, tegenstrijdige, onvoorspelbare, onbewuste, in de droom en in de waanzin openbaart zich de diepere werkelijkheid. Deze Romantiek is daarom ook te duiden als metafysisch en het verwondert niet dat romantici terugkeerden tot de kerk en de Antieken als referentiekader inruilden voor de Middeleeuwen.
De Verlichting had met haar kille rationalisme in Frankrijk de terreur van de revolutie gebracht, gevolgd door de napoleontische avonturen die Europa in een slagveld hadden veranderd. Met name de Duitse ‘Romantiker’ hadden de Revolutie eerst wel omarmd maar wendden zich ervan, en van Frankrijk, af toen de verbeelding en het bruisend élan plaats maakten voor terreur van regels en wetten, en werd afgedwongen op slagvelden. Hun blik ging naar binnen, naar de bron van het kennen, het eigen IK. Van daaruit kon de mens een relatie leggen met al dat wat buiten hem was, het niet-Ik. Deze positie werd het eerst uitgewerkt door Johann Gottlieb Fichte en vond grote weerklank. De romantici verbeeldden de werkelijkheid in zichzelf en thematisch zagen zij een nieuwe toekomst in de motieven van het verleden, vooral in de Middeleeuwen met hun ridderlijke ordes, hun stads- en kloostergemeenschappen, en daarvóór in de Germaanse magisch-demonische wereld. De ‘Romantiker’ zochten de werkelijkheid en de waarheid niet in hun eigen 'geschonden tijd'. Alleen mystiek te doorgronden ‘metafysische werkelijkheid’ kon inzicht geven. Daarvoor was een radicale omkering nodig van hun werkelijkheidsbeleving. Protestantse 'Romantiker' keerden in de schoot van de Rooms-katholieke Kerk terug, geleerde 'Romantiker' maakten een salto mortale tot in de moederlijke schoot van de nacht. De Europese beschaving werd als bron ingewisseld voor de oriëntaalse of de Oudgermaanse. Kosmopolitische geesten werden nationalisten. Scherpzinnige dichters wilden ook niet langer in de dichtkunst maar in het dagelijks het leven dromen en sprookjes verwerkelijkt zien. En de radicale democratie van het Franse parlement was voor hen de weg naar de ondergang waartegen monarchaal absolutisme en het ultramontanisme in de Kerk bescherming konden bieden.
Het kunstzinnig programma van de Romantiker verwierp elke vorm van, en het streven naar evenwicht, maat en harmonie. Het beschouwde de werkelijkheid als een oneindig, onbegrensd en vloeiend scheppingsproces. Daarmee kwam het te staan tegenover de tot dan in de Duitse landen dominante ‘Klassiker’, met name Schiller en Goethe, die overigens deels meegingen in de nieuwe 'romantische school'.
. Ook zichzelf wilden de 'Romantiker' niet als een geïsoleerd individu zien maar als versmolten in een groter gemeenschapsgeheel, als uitdrukking van het goddelijke. Daarin openbaarde zich dan de eeuwige scheppingsbron  waaruit alles voortkwam en weer naar terugkeerde (vrij naar Fritz Strich in de inleiding op zijn Deutsche Klassik und Romantik, oder Vollendung und Unendlichkeit, Francke Verlag, Bern 1949). De werkelijkheid ontvouwde zich uit de ideeënwereld en was alleen uit ideeën te begrijpen. Hier vonden Romantiek en het filosofisch idealisme elkaar. En stonden Goethe en Schiller tegenover elkaar, hoewel zij dat wilden beleven als een wisselwerking.  
In de beleving van de eigen persoonlijkheid kreeg deze vroeg-romantische tegenwerping vanaf ca. 1770 gestalte in de zogenaamde Sturm-und-Drang. Friedrich Schiller, Ludwig Tieck en tijdelijk ook Johann Wolfgang Goethe waren aan deze literaire stroming verbonden. Met hen kwam de cultus van het geniale tot uiting in het Ik dat alleen als autonoom individu kon leven en vaak werd onderdrukt doordat de krachten van het collectief in de oude, feodale en kerkelijke, instituties - nog - te sterk waren. Novalis (Georg Phillip Friedrich von Hardenberg), Wilhelm Heinrich Wackenroder en Friedrich Schlegel waren aan het einde van de 18de eeuw de belangrijkste van een groot aantal literatoren die in hun romantiek de stroming als cultuurfilosofie in brede zin vormgaven.  In de universiteitstad Jena vonden zij elkaar in de periode 1790-1810 in een cultuur van intense ontmoetingen en academische 'Vorlesungen'. In de daarop volgende fase van de romantiek vindt een politisering van die filosofie plaats die haar wezen overigens zal gaan ontkennen. De eerste stap daartoe zette Friedrich Schleiermacher en aan het begin van de 19de eeuw zou Johann Gottlieb Fichte in zijn ‘Reden an die deutsche Nation’ een programma uitwerken voor de (her)stichting van de Duitse natie, waarvan de middeleeuwse glorie op dat moment door de Napoleontische bezetting en staatkundige herinrichting van Europa tot een dieptepunt was gevoerd.
De romantiek zou nog een eeuw lang doorwerken in de Duitse literatuur en ook in de toonkunst. De politieke romantiek kreeg vorm in het nationalisme, het Duitse maar ook dat van andere volken, met name in Midden en Oost-Europa. Daar ontwikkelde het zich in agressieve politieke en bestuurlijke programma’s die haaks stonden op de oorspronkelijke uitgangspunten van Herder, hoewel ze geen tegenstrijdigheid zagen wanneer ze zich op hem beriepen.
Na de ineenstorting van Duitsland in 1945 werd in polemieken een verbinding gelegd tussen romantiek en het nationaal socialisme. Inderdaad heeft het nationalisme talrijke romantische voorstellingen van mens, cultuur en geschiedenis overgenomen en geïnstrumentaliseerd voor praktische toepassingen met in extremis zeer inhumane gevolgen. Ook het beroep op de  metafysica en de idealistische filosofie hadden deze stromingen gemeen. Maar een universele humanistiek waarin alle cultuurvormen en volken in onderling respect en harmonie zouden verkeren, werd vervangen in het nationaalsocialisme door rasbiologische inzichten - vulgaire uitwerkingen van het  Darwinisme - betreffende veredelende of degenererende overerfbare raskenmerken van volken. Weliswaar werd daarin ook de 'Geest' aangenomen als de bron voor de materiële schepping, maar de nationaalsocialistische ‘Weltanschauung’ zag hem dan als een biologische kracht die door de heersende mens gemanipuleerd moest worden in rasselectie en mensveredeling, tegelijk met de vernietiging van zwakte en ziekte als de bedreiging van deze natuurkracht. Volken werden op die wijze in een waarde-rangorde gebracht waarin het individu zich oploste in het volkscollectief. Hierin werd met name de Duitse romantiek in haar volstrekte tegendeel geperverteerd, wat haar niettemin door vooral linkse-verlichte critici aangerekend zou blijven. Sindsdien kleefde aan de romantiek het odium dat het een bron zou zijn van het fascisme en nazisme.

### Engeland
Twee invloedrijke geschriften getuigen van de radicale sociale denkwijze die door de revolutie was gestimuleerd:
- Rights of Man (1791-1792) van Thomas Paine, die de Franse Revolutie legitiem verklaarde en haar verdedigde tegen de aanval die Edmund Burke had gelanceerd in zijn Reflections on the Revolution in France (1790). Hij pleitte hierin voor een conservatieve orde.
- Een nog sterkere invloed op romantische dichters als Wordsworth, Shelley en anderen, was echter Inquiry Concerning Political Justice (1793) van William Godwin. De auteur voorspelde hierin de onafwendbare maar vreedzame revolutie naar een maatschappij waarin de middelen gelijk over alle mensen zouden zijn verdeeld.
- De discussies en geschriften van de Duitse romantici werden ook in England gevolgd en waren een bron voor het vormen van de eigen romantische school, die ook in Amerika navolging kreeg..

Later zouden romantische sympathisanten echter afgeschrikt worden door de extreme ontwikkelingen van de Franse Revolutie. Na de machtsovername van jacobijnse extremisten volgden de 'Septembermoorden' van 1792, de terechtstellingen van enkele duizenden leden van adellijke families en de koninklijke familie. Hierop namen duizenden andere edellieden en hun families de wijk, onder andere naar Engeland. Het Franse volksleger veroverde en annexeerde de zuidelijke Nederlanden (België) en drong in de noordelijke Nederlanden (Holland) binnen om daar de Oranje-stadhouder op de vlucht te jagen en de patriotten aan de macht te helpen. In Frankrijk installeerde zich het schrikbewind van Robespierre en nadat dit was uitgewoed, werd Europa in de napoleontische oorlogen onder Franse invloed gebracht en Engeland geïsoleerd door een handelsblokkade.
De gevoelens over deze ontwikkeling werden door de romantische dichter William Wordsworth in zijn gedicht The Prelude als volgt vertolkt:
...become oppressors in their turn, Frenchmen had changed a war of self-defence For one of Conquest, losing sight of all Which they had struggled for...
Van belang is ook te vermelden dat schrijvers als Wordsworth en Coleridge niet naar zichzelf verwezen als 'romantici', een term die pas een halve eeuw later gebruikt zou worden. Tijdgenoten (critici en dergelijke) zagen hen eerder als speciale individuen of brachten hen onder in een of andere 'school', zoals de Lake School (zie Lake Poets) van Wordsworth, Coleridge en Robert Southey, de 'Cockney School' van Londenaars zoals Leigh Hunt, William Hazlitt en ook John Keats, en de 'Satanic School' van Byron, Shelley en hun volgelingen.
De romantiek is niet zozeer te beschouwen als stijlperiode, maar eerder als geestesrichting, dominant onder de jonge generaties van zowel de burgerij als de adel en ook van vrouwen zoals de schrijfster en feministe Mary Wollstonecraft.

### Huidig tijdperk
De mentaliteit van de volbloed romanticus valt samen te vatten met het nog steeds modieuze begrip jezelf ontdekken. De romanticus zag de hartstocht die hij in zichzelf ontwaarde terug in andere levensvormen. Plaatsen die nog niet door de menselijke ratio waren bezoedeld kregen de eretitel natuur. Diverse onder invloed van de romantiek tot bloei gekomen verschijnselen zijn nog lang invloedrijk gebleven. Men zou kunnen stellen dat de moderne grote waardering voor het individuele gevoelsleven in de romantiek voor het eerst tot uitdrukking kwam, en dat anderhalve eeuw nadien in de zogenaamde flower power beweging opnieuw, als moderne versie van deze geestesstroming, tot bloei kwam. De fascinatie voor de Boeddhistische werkelijkheidsvoorstellingen en de geloofspraktijken zoals ze in India beoefend worden zou men als moderne romantiek kunnen bestempelen.    

## Historische afbakening
De voorbereiding van de romantiek vond plaats vanaf het midden van de 18de eeuw en kreeg in de Duitse landen vanaf ca 1770 een eerste programmatisch karakter in de Sturm und Drang. De bloeiperiode van de romantiek liep van ca. 1795 tot ca. 1848. De romantiek wordt verder onderverdeeld in drie subperiodes: de Vroege romantiek (tot 1830), de hoogromantiek (1830-1850) en de late romantiek (1850-1890). De vroege fasen werden vormgegeven in de literatuur en dichtkunst, latere fase(n) werden vooral in de schilderkunst beleefd waarbij de strijd en concurrentie tussen de klassicistische harmonie en het streven naar evenwicht, en het romantische experiment en de expressiviteit de hele eerste helft van de 19de eeuw bleven beheersen.

## Kenmerken

### Subjectivisme
De romantici verhieven de individuele subjectiviteit tot bovenmenselijke hoogte en dat leidde vaak tot een vervorming in zelfvergoddelijking die hen onbereikbaar maakte en in eenzaamheid deed verzinken. Sommigen werden psychisch ziek, anderen zochten totale overgave zoals in een godsdienstige bekering. Zelfmoord kwam vaak onder hen voor. Een overkoepelende term voor hun werkelijkheidbeleving kan gevonden worden in de metafysica.   

### Emotionaliteit
Tijdens de romantiek werd de overwaardering van de rationele zijde van de mens die de eeuw ervoor had gekenmerkt afgewezen. Men beschouwde het rationalisme van de 18e eeuw nu als een vernauwing van het bewustzijn. Romantici keerden zich tegen de koele onverschillige objectiviteit van rationalistische denkers en hun wetenschap. Zo werd Isaac Newton weleens bestempeld als de 'vleesgeworden duivel' door William Blake. Dat leidde tot verzet tegen de overheersing van wetenschap en technologie, en dat met name in de industrialisatie en urbanisatie die organisch gegroeide samenlevingsverbanden uiteentrok en traditioneel vakmanschap devalueerde.
De romantiek stelde voorop het gevoel, de fantasie, de verbeelding, de intuïtie, het onderbewuste, het onverklaarbare en het raadselachtige, vervormend in het demonische dat in de gothic novel ook elders in Europa navolging kreeg als literair genre.
Deze emotionaliteit en verlangen naar beleving van het onverklaarbare leidden in radicale vorm ook tot uittreden uit de maatschappij, bekering tot het ultramontane katholicisme, intreding in het klooster en als uiterste tot zelfmoord. Dit wordt wel de zwarte romantiek genoemd. Als vroeg voorbeeld geldt Goethe's Die Leiden des jungen Werthers, een roman die eindigde met de zelfmoord van de hoofdpersoon, en rondom navolging kreeg.

### Geschiedenis
Romantici vonden zich niet in de vooruitgangsgedachte, maar waren bezorgd voor de toekomst en nostalgisch naar het verleden. Voor sommigen geldt de romantiek daarom als een laatste traditionele reactie tegen de vooruitgang. Tegenover de tijdloze rede van de verlichting stelt de romantiek het historische bewustzijn, de Zeitgeist: de wereld ontwikkelt zich niet volgens rationeel kenbare wetten waarvan de uitkomst vaststaat, maar door krachten die nooit geheel gekend en voorzien kunnen worden. Deze opvatting leidde tot het concept 'De Geschiedenis'. Geschiedschrijving werd hierdoor meer dan het noteren van gebeurtenissen. Er moest een verhaal worden ontdekt. De noordwestelijke landen Duitsland en Engeland gingen op zoektocht naar hun eigen culturele identiteit en volksziel, die ze vooral in de Middeleeuwen meenden te ontdekken. De middeleeuwse kathedralen werden herwaardeerd, nadat ze in de Renaissance en classicistische periodes als smakeloze gedrochten werden gezien, die niet de klassieke regels voor harmonie en schoonheid volgden.
Desalniettemin bleef ook de klassieke oudheid steeds weer een oriëntatiepunt. De voorkeur van de Duitse en Engelse romantici ging daarbij uit naar de Griekse oudheid, waarmee men zich verwant voelde. De Grieken zouden de ware cultuur hebben ontwikkeld, i.t.t. de Romeinen, die slechts een civilisatie, een soort beschaafde, maar zielloze buitenkant hadden. Lord Byron vocht dan ook in de Griekse vrijheidsstrijd tegen de Turken (Ottomanen). De meeste romantische reizigers bleven echter toch steken in Rome.

### Natuur
De romanticus had een zekere afkeer van de (zich ontwikkelende) mechanische industrie, de techniek en de steden. Plekken die nog niet door de menselijke ratio waren bezoedeld kregen de eretitel natuur. In de romantiek nam de verheerlijking van de natuur bijna religieuze vormen aan. Romantici ontwikkelden een bijzondere waardering voor wildernis omdat zij veronderstelden dat daarin de meest authentieke, pure vorm van natuur te vinden is. Daarnaast ging men uit van een eenheid van mens en natuur. Romantici vonden deze eenheid, hoewel bedreigd, op het platteland en onder ongeletterde plattelanders.
De aantrekkingskracht van het mysterieuze, de duisternis en de mystiek van leven en dood werden beleefd in ideeën dat bomen als sparren, cipressen en treurige boomsoorten als wilgen symbolen zijn van de onkenbare wereld aan 'gene zijde'. Naast de taxus, het symbool van de onvergankelijkheid, zijn op begraafplaatsen uit deze tijd veel van deze bomen te vinden.

### Liefde en vriendschap
Vriendschap was volgens de romantische levenshouding de belangrijkste vorm van loyaliteit die een mens kende. Vrienden kiest men immers op grond van hun aard. In samenspraak met gelijkgestemde vrienden kan de eigen grillige identiteit nog beter worden onderzocht. Ook de romantische liefde kenmerkt zich door een grote aandacht voor de karakters van de beide geliefden. Voorheen werd partnerkeuze vooral bepaald door maatschappelijke overwegingen. Absolute vrijheid leidde ook tot de vrijheid om een ander af te wijzen.

### Decadentie
De romanticus probeert zijn subjectieve gevoelswereld zo authentiek mogelijk tot uiting te brengen in de objectieve wereld. Dit houdt, volgens de kantiaanse vaststelling dat het subjectieve en het objectieve van onvergelijkbare aard zijn, een onmogelijkheid in. Het erkennen van deze onmogelijkheid om authentiek te leven heeft onder romantici geleid tot afwijzing van het burgerlijk-maatschappelijk leven in de vorm van ironie, verbittering, hedonisme of decadentie.

### Het eigene
Waar de Verlichting ervan was uitgegaan dat verschillen tussen individuen en volken geleidelijk zouden verdwijnen, omdat verschillen van inzicht in principe langs rationele weg op te lossen zijn, benadrukte en waardeerde de romantiek het eigene en onderscheidende van individuen en groepen. Enige tijd bestond een persoonlijkheidsverheerlijking van 'het genie'. Ook elk volk heeft een unieke cultuur en is bijzonder. Elke samenleving, elke natie kent bepaalde karakteristieke cultuuruitingen die samenhangen met haar verleden. Een volk is dus een organisch gegroeide samenhangende gemeenschap en moet dan ook autonoom zijn en blijven om de, door de schepping in haar gegeven, unieke scheppingskracht te kunnen behouden. De liederenverzamelingen van Herder en de sprookjesverzamelingen van de gebroeders Grimm getuigen daarvan, maar ook de buiten Europa verkregen etnografica van Humboldt. Het 19e-eeuwse nationalisme, dat de nog vaak tamelijk feodale monarchieën ging ondermijnen, ligt duidelijk in het verlengde hiervan. Het ontstijgt echter ook deze oorspronkelijke eigenheid in een verondersteld en geconstrueerd nationaal verleden onderhorig te maken aan de moderne staat en zijn politieke expansiedrift.

### Keuzes van de romanticus
Aangezien de romantiek is ontstaan in reactie op de Verlichting, kan men de romanticus karakteriseren aan de hand van de tegenstellingen tussen romantiek en verlichting. De romanticus is geneigd te kiezen voor:
- Voelen boven denken.
- Het subjectieve boven het objectieve.
- Metafysische filosofie boven rationeel-analytische en pragmatisch-utilitaire filosofie.
- Synthese en holisme boven analyse.
- Het duistere, ambigue boven de helderheid van de wetenschap.
- Creativiteit in de kunst boven nabootsing en 'vorm'geving.
- Het spirituele boven het materiële.
- Ontgrenzing en identificatie met het Al tegenover afgrenzing in een persoonlijkheid.
- Gemeenschap tegenover individualisme.
- Zingeving boven nuttigheid.
- Kwaliteit boven kwantiteit.
- Een organische natuurbeschouwing waarvan menzelf deel uitmaakt, boven een mechanische natuurbeschouwing waar men als mens buiten staat.
- De mens die zich deel weet van de natuur boven de mens die de natuur wil beheersen en gebruiken.

## Kunst
De romantiek manifesteerde zich in vele takken van kunst. Was de kunstenaar voorheen nog een al dan niet gerespecteerd ambachtsman, tijdens de romantiek wordt hem, dankzij de toegang die alleen hij tot zijn subjectieve ervaringen heeft, een bijzondere status toegekend, en oorspronkelijke kunst verkrijgt grote waardering. Het gevoel en de verbeelding worden zeer belangrijk geacht. Bij dichters en kunstenaars zijn deze vermogens sterk ontwikkeld om het niet direct waarneembare uit te beelden en zichtbaar te maken. Daarmee staan de kunst en de kunstenaar op eenzame hoogten, en ontstaat de mythe van de geniale kunstenaar. In de meest extreme gevallen leidde dit tot een persoonlijkheidscultus zoals bij Goethe en Byron het geval was. Goethe was overigens geen romanticus, maar er werd door vertegenwoordigers van de romantische beweging in Duitsland rond 1800 wel tegen hem opgekeken, vooral vanwege zijn Sturm und Drang-roman Die Leiden des jungen Werthers; Goethe bedankte echter voor de eer, hun geestelijke vader te zijn.

### Schilderkunst
De kenmerken van de romantische schilderkunst zijn niet eenduidig, maar kennen als rode draad: de nadruk op de verbeeldingskracht en de subjectieve expressie van de individuele kunstenaar. Vaak wordt de werkelijkheid enigszins geïdealiseerd weergegeven. De natuur wordt ervaren als "bezield". Deze overweldigende natuurervaring wordt het "sublieme" genoemd. Daarenboven is er aandacht voor de donkere kanten van het menselijke bestaan, dromen en extreme ervaringen. Bekende schilders uit de romantiek zijn Füssli, Ingres, Girodet, Delacroix, Hayez, Goya, David, Constable, Turner en Friedrich. Alle schilders uit de eerste helft van de 19de eeuw werden beïnvloed door de romantische cultuur van hun tijd, al maakten de meesten een ontwikkelingsgang mee die begon in het neoclassicisme en voor anderen uitmondde in het naturalisme of symbolisme.
Vooraanstaande Nederlandse romantische kunstschilders waren Wijnand Nuijen, Barend Cornelis Koekkoek, Bartholomeus Johannes van Hove, Cornelis Springer en Andreas Schelfhout. Typerend voor de Nederlandse romantiek was het gevoel van het nostalgische verlangen, dat zich manifesteerde in typisch Hollandse landschappen, riviergezichten en stadsgezichten. Ook stillevens waren populair. Historiestukken en religieuze onderwerpen verdwenen bijna volledig uit beeld. Zoals vroeger gebruikelijk, schetsen schilders vaak in de buitenlucht, maar schilderijen kwamen tot stand in het atelier. Net als in de zeventiende eeuw gingen kunstschilders vaak op studiereis naar het buitenland, maar nu in groteren getale, dankzij moderne uitvindingen als het spoorwegnet.
De Belgische romantische schilderkunst richtte zich vooral op historische taferelen. Bekende namen waren Edouard De Bièfve, Gustaaf Wappers, Louis Gallait, Nicaise de Keyser, Adèle Kindt, Hendrik Leys en Ferdinand Pauwels.

### Muziek
In de romantische periode van de klassieke muziek maken componisten steeds grotere composities. De orkesten werden groter en ze gebruiken veel verschillende instrumenten. Er is veel drama en emotie te horen. Alles draait om wat mensen gevoelsmatig in muziek beleven. Veelvuldig terugkerende thematiek omvat dan ook de verheerlijking van de liefde (zowel de ideale als daarmee ook de onmogelijke), nostalgische hang naar een, in tegenstelling tot de moderniteit 'puur' verleden, enthousiasme voor de natuur, de dood en de spontane en subjectieve menselijke emoties als vreugde, verdriet, verwondering, angst, pijn en verlangen.
Mozart en Haydn zijn voorlopers van de romantiek. In Beethoven komt de romantiek explosief tot uiting. Dan volgen lyrische componisten als Franz Schubert, Robert Schumann, Frédéric Chopin, en in de laatste fase Hector Berlioz, Frans Liszt, Johannes Brahms en Richard Wagner die naar volgende ontwikkelingen in de muziek doorgroeiden.

### Architectuur
Over de stroming en stijl van de romantiek is wel opgemerkt dat er een specifieke "eigen" vorm van romantische architectuur zou ontbreken. De romantiek uitte zich in de architectuur voornamelijk door imitaties van oudere bouwstijlen en door excentrieke gebouwen die in het Engels bekend staan als 'follies'. Middeleeuwse gotische architectuur sprak tot de romantische verbeelding in Engeland en Duitsland, en deze hernieuwde interesse leidde tot de neogotiek. Een frappant verschijnsel was daarbij in de 18e en 19e eeuw ook de bouw van kunstmatige ruïnes in parken.  In de architectuur bestond in de 19e eeuw een romantisch verlangen naar wat ver weg was, het zogenaamde exotisme.

## Bekende personen
Johann Wolfgang von Goethe en Friedrich von Schiller behoorden in hun jonge jaren tot de Sturm und Drang-beweging, voorlopers van de romantiek in engere zin. Door zijn latere werk geldt zeker Goethe als (de Laatste) vertegenwoordiger van de Duitse Klassik, waarin het steeds om een evenwicht gaat tussen gevoel en verstand. Beroemde romantici zijn onder anderen de historisch filosofen Johann Gottfried von Herder en Jean-Jacques Rousseau, de politiek filosoof Johann Gottlieb Fichte, de filosoof Friedrich Wilhelm Schelling, de schilders Caspar David Friedrich en William Turner, de dichters John Keats, Percy Bysshe Shelley, Samuel Taylor Coleridge, William Wordsworth, Ludwig Tieck, Hölderlin, Novalis (von Hardenberg), de theologen Schleiermacher, Feuerbach en David Friedrich Strauss. en als laatste Heinrich Heine. Na hem kreeg de Romantiek in het 'naturalisme' van de late 19de eeuw een doorwerking. In Nederland worden letterkundigen als Rhijnvis Feith, Willem Bilderdijk, Multatuli (Eduard Douwes Dekker), Guido Gezelle en ook een politicus als Johan Rudolph Thorbecke tot de romantici gerekend. De gebroeders Grimm zijn ook erg bekend geworden in de Romantiek.

## De erfenis van de romantiek
Diverse onder invloed van de romantiek tot bloei gekomen verschijnselen zijn nog lang invloedrijk gebleven. Sommige cultuurbeschouwers menen zelfs dat we, vanwege onze grote waardering voor het individuele gevoelsleven, nog steeds in het tijdperk van de romantiek leven. Gebruikelijker is echter de visie dat romantische motieven een eigen onderdeel vormen van de moderne samenleving, maar wel in een apart domein, buiten de algemeen gedeelde dagelijkse leefwereld. Op verschillende momenten en op uiteenlopende manieren komt de romantische denkwijze opnieuw naar voren, bijvoorbeeld in:
- De milieubeweging. Hoewel een deel van de milieubeweging zich op de verlichting baseert, baseert een ander deel van de milieubeweging zich nadrukkelijk op de romantiek. Velen die zich engageren met de milieubeweging grijpen impliciet of expliciet terug op de romantiek.
- De hippiebeweging van de jaren 60. Hippies verwierpen op een romantische wijze de gevestigde orde. Zij propageerden een natuurlijke manier van leven, keerden zich af van het materiële, en hadden een hang naar mystiek.
- Nationalisme en de visie op de Europese integratie. De romanticus wenst de eigen culturele identiteit en de organisch samenhangende gemeenschap te beschermen. Hij zal dus over het algemeen geen voorstander zijn van globalisering en verdere Europese integratie.
- Het postmodernisme. Romantiek en postmodernisme vragen bijvoorbeeld beide aandacht voor het bijzondere en het verlangen te ontkomen aan de dwingende invoeging in de regelmaat.
- De kunst. Sinds de romantiek is originaliteit een vereiste van de kunst geworden. Breken met kunstregels, het creëren van nieuwe genres is er het uitvloeisel van maar dan wel altijd in een relatie met het artistiek voorgaande. De neoromantiek is een herleving van de romantiek in de kunst en de literatuur.
- Architectuur. De tegenstrijdigheid binnen de romantiek wordt tegenover bovenstaande kunstbeschrijving duidelijk in het teruggrijpen op historische bouwvormen zoals in de neogotiek.